# Roger Babson

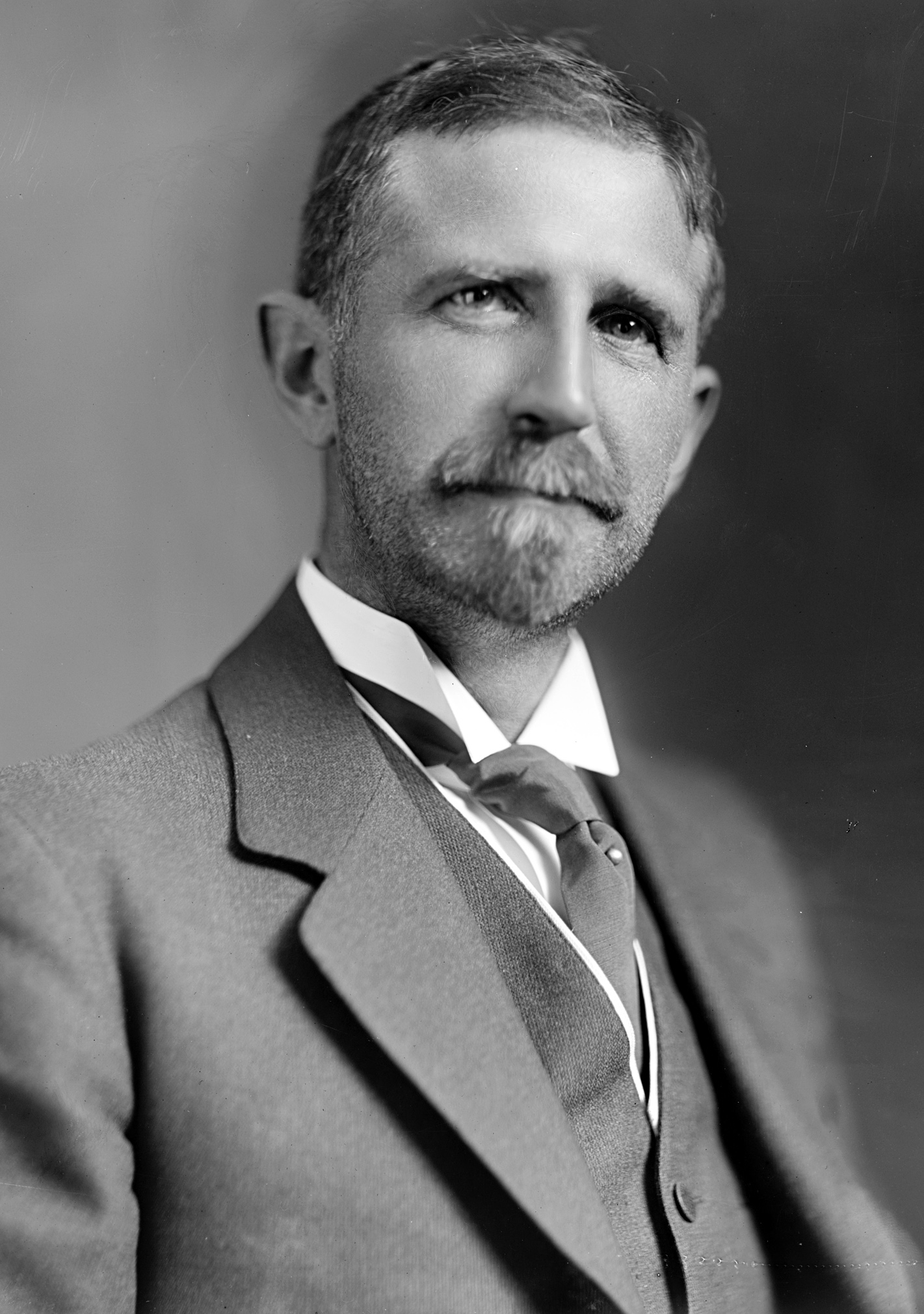
Roger Babson

Roger Ward Babson (* 6. Juli 1875 in Gloucester, Massachusetts; † 5. März 1967 in Lake Wales, Florida) war ein US-amerikanischer Statistiker, Wirtschafts- und Börsenprognostiker und Autor.
Babson erlangte im Börsencrash von 1929 Berühmtheit, als er – kurz vor dem Schwarzen Donnerstag – am 5. September 1929 in einer Rede vor einer Wirtschaftskammer den verheerenden Börsencrash vorhersagte. Der am selben Tag stattfindende starke Rückgang der Aktienkurse wurde auf seine Rede zurückgeführt und wird seither als „Babson-Break“ bezeichnet.
1904 gründete er die Business Statistical Organisation, die sich mit der Vorhersage von Börsen- und Wirtschaftstrends beschäftigte. Er gründete auch zwei Ausbildungsstätten, die sich besonders auf Wirtschaftsfragen konzentrieren, 1919 das Babson Institute (heute Babson College) und 1927 das Webber Business College für Frauen.
Bei den US-Präsidentschaftswahlen von 1940 war er der Kandidat der Prohibition Party, die sich für die Wiedereinführung der Prohibition einsetzte, und erhielt 57.812 Stimmen. Damit wurde er hinter dem demokratischen Amtsinhaber Franklin D. Roosevelt, dem republikanischen Kandidaten Wendell Willkie und dem Sozialisten Norman Thomas Vierter von acht Kandidaten.
Babson schrieb mehrere Bücher, darunter Business Barometers (1909), Investment Fundamentals (1930) und If Inflation comes (1937). Er ist auch Namensgeber des Babson College in der Nähe von Boston und des dortigen Babson Globe sowie Gründer der Gravity Research Foundation.